# Mabre
El mabre, marbre o mabret, i mabritjol quan és jove (Lithognathus mormyrus) és un peix teleosti de la família dels espàrids i de l'ordre dels perciformes.

## Morfologia
- Pot arribar als 55 cm de llargària total.
- El cos és ovalat i comprimit lateralment.
- El cap és gros i allargat amb el morro agut.
- Les mandíbules són protràctils i tenen els llavis gruixats.
- Té dents incisives i molars.
- Els ulls són petits.
- Té una aleta dorsal. Les pectorals són curtes. L'anal és curta i petita. La caudal és escotada.
- És de color gris platejat amb reflexos daurats.
- Té 10-13 línies verticals negres, alternant-se una llarga amb una curta.[4][5]

## Reproducció
És hermafrodita proteràndric. La maduresa sexual arriba als 2 anys (15 cm). Es reprodueix a principi d'estiu.

## Alimentació
Menja animals bentònics de sorra i de fang, especialment cucs, mol·luscs i petits crustacis.

## Hàbitat
Viu al litoral sorrenc o fangós fins als 20 m. També apareix a les vaires (clariana de sorra a la praderia de Posidonia). És eurihalí, resisteix elevades concentracions salines i pot trobar-se a aigües salabroses.

## Distribució geogràfica
Es troba a les costes de l'Atlàntic oriental (des de la Mar Cantàbrica i l'Estret de Gibraltar, fins al Cap de Bona Esperança, incloent-hi Madeira, les Illes Canàries i Cap Verd), Mediterrània, Mar Negra i Mar d'Azov, i a l'oceà Índic occidental (Mar Roig, el Canal de Moçambic i des del sud de Moçambic fins al Cap de Bona Esperança, però és absent de les costes de clima tropical de l'Àfrica oriental).

## Costums
És una espècie gregària que forma grups molt nombrosos en el cas dels joves. Quan són adults es tornen més solitaris.

## Interèspesquerigastronòmic
És un peix de carn excel·lent que es ven fresc o assecat al sol i es pesca amb arts d'arrossegament, tremalls i esportivament amb canya i volantí a prop de la costa.